# Rehburg-Loccum
Rehburg-Loccum è una città di 10 107 abitanti, della Bassa Sassonia, in Germania.
Appartiene al circondario (Landkreis) di Nienburg (Weser) (targa NI).
Conta le frazioni di Bad Rehburg, Loccum, Münchehagen, Rehburg e Winzlar.